# 魏耕
魏耕（1614年—1662年），原名魏璧，字楚白，后改名耕，号雪窦居士，浙江慈溪人，明末清初詩人。

## 生平
万历四十二年（1614年）出生。父魏忠显，善诗文，魏耕七岁从父学，“日诵数百言，复背如流。”不久喪父，学缝衣于杭州。崇祯间入乌程县学。喜为诗，好李白詩。明亡后，他为抗清事业奔走，“与乌程韩绎祖、费宏玑等首事倡议，迎芜湖黄总兵光著于太湖，遂复湖州。”乙酉夏，魏耕参与湖州起兵之役，事败，“披发为僧装，来往江湖间”。後与朱士稚、钱缵曾、陈三岛等“称莫逆交，聚谋通海上”。顺治十六年被指控为通海案的主谋，康熙元年（1662年）被殺。岳父凌祥宇受牽連被绞死。妻凌氏、次子魏崿自缢死，长子魏峤遣戍尚阳堡（今辽宁省）。著有《息贤堂前后集》及《雪翁诗集》。